# Stephens megye (Texas)
Stephens megye az Amerikai Egyesült Államokban, azon belül Texas államban található. Megyeszékhelye és legnagyobb városa Breckenridge. Lakosainak száma 9101 fő (2020. április 1.). Stephens megye Palo Pinto, Eastland, Shackelford, Young és Throckmorton megyékkel határos.

## Népesség
A megye népességének változása:
| Lakosok száma | 9594 | 9511 | 9439 | 9247 | 9440 | 9101 |
|               | 2010 | 2011 | 2012 | 2013 | 2015 | 2020 |